# Sarandë (distrito)
Sarandë (albanês: Rrethi i Sarandës, grego: Αγιοι Σαραντα/Aghioi Saranta) é um dos 36 distritos da Albânia localizado na prefeitura de Vlorë. Sua capital é a cidade de Sarandë. Situa-se no sul da Albânia, na coordenada aproximada de 39.88°N, 20.00°E.
De acordo com o censo de 2001, a população do distrito era de 35.235, o que mostra uma significativa redução em relação ao censo de 1993, quando apresentava 53.700 pessoas.
Outros locais incluem Konispol (na fronteira com a Grécia), Ksamil (um resort), Çukë, Vrinë e Butrint (um sítio arqueológico).
Os gregos formam um contingente expressivo no distrito, apesar de serem uma minoria na Albânia. Há também algumas vilas de valáquios.